# Campionato italiano di beach soccer 2013
La Serie A 2013 è stata la 10ª edizione della massima serie del campionato italiano di calcio da spiaggia, disputata tra l'8 giugno e il 4 agosto 2013 e conclusa con la vittoria del Milano, al suo quarto titolo, che nella finale giocata a San Benedetto del Tronto, ha battuto il Terracina per 4-3.
Capocannoniere del torneo è stato Rafael (Milano) con 20 reti.

## Squadre partecipanti

### Girone A[2]
- Barletta BS
- Belpassese
- Canalicchio
- Catania
- Panarea CZ BS
- Italica BS
- Lamezia Terme
- Terranova Terracina

### Girone B[2]
- Friuli BS
- Juventus BS
- Sambenedettese
- Livorno
- Milano
- Mare di Roma
- Viareggio

## Girone A

### Classifica[3]
|  | Pos. | Squadra             | Pt | G | V | N | P | GF | GS | DR  |
|  | ---- | ------------------- | -- | - | - | - | - | -- | -- | --- |
|  | 1.   | Terranova Terracina | 18 | 7 | 6 | 0 | 1 | 47 | 31 | +16 |
|  | 2.   | Catania             | 14 | 7 | 4 | 1 | 2 | 34 | 21 | +13 |
|  | 3.   | Canalicchio         | 12 | 7 | 4 | 0 | 3 | 35 | 32 | +3  |
|  | 4.   | Panarea CZ BS       | 12 | 7 | 4 | 0 | 3 | 25 | 31 | -6  |
|  | 5.   | Belpassese          | 10 | 7 | 2 | 2 | 3 | 44 | 44 | 0   |
|  | 6.   | Italica BS          | 6  | 7 | 2 | 0 | 5 | 37 | 32 | +5  |
|  | 6.   | Lamezia Terme       | 5  | 7 | 1 | 1 | 5 | 36 | 44 | -8  |
|  | 8.   | Barletta            | 3  | 7 | 1 | 0 | 6 | 26 | 49 | -23 |

## Girone B

### Classifica[3]
|  | Pos. | Squadra        | Pt | G | V | N | P | GF | GS | DR  |
|  | ---- | -------------- | -- | - | - | - | - | -- | -- | --- |
|  | 1.   | Sambenedettese | 15 | 6 | 5 | 0 | 1 | 34 | 17 | +17 |
|  | 2.   | Milano         | 15 | 6 | 5 | 0 | 1 | 36 | 16 | +20 |
|  | 3.   | Viareggio      | 12 | 6 | 4 | 0 | 2 | 29 | 18 | +11 |
|  | 4.   | Mare di Roma   | 9  | 6 | 1 | 3 | 2 | 22 | 20 | +2  |
|  | 5.   | Livorno        | 6  | 6 | 2 | 0 | 4 | 17 | 25 | -8  |
|  | 6.   | Friuli BS      | 3  | 6 | 1 | 0 | 5 | 12 | 27 | -15 |
|  | 7.   | Juventus BS    | 0  | 6 | 0 | 0 | 6 | 8  | 35 | -27 |

## Playoff

### Tabellone[4]
|  | Quarti di finale | Quarti di finale    | Quarti di finale    |                     |   | Semifinali     | Semifinali | Semifinali |  |  | Finale | Finale | Finale |
|  |                  |                     |                     |                     |   |                |            |            |  |  |        |        |        |
|  | 1                | Catania             | 4                   |                     |   |                |            |            |  |  |        |        |        |
|  | 8                | Viareggio           | 5                   |                     |   |                |            |            |  |  |        |        |        |
|  | 8                | Viareggio           | 5                   |                     |   | Viareggio      | 5          |            |  |  |        |        |        |
|  |                  |                     |                     |                     |   | Viareggio      | 5          |            |  |  |        |        |        |
|  |                  |                     | Milano dts          | 6                   |   |                |            |            |  |  |        |        |        |
|  | 4                | Milano              | Milano dts          | 6                   | 5 |                |            |            |  |  |        |        |        |
|  | 4                | Milano              |                     |                     | 5 |                |            |            |  |  |        |        |        |
|  | 5                | Belpassese          | 4                   |                     |   |                |            |            |  |  |        |        |        |
|  |                  |                     |                     |                     |   |                |            |            |  |  |        | Milano | 4      |
|  |                  |                     |                     | Terranova Terracina | 3 |                |            |            |  |  |        |        |        |
|  | 3                | Sambenedettese      | 10                  |                     |   |                |            |            |  |  |        |        |        |
|  | 6                | Panarea CZ BS       | 3                   |                     |   |                |            |            |  |  |        |        |        |
|  | 6                | Panarea CZ BS       | 3                   |                     |   | Sambenedettese | 2          |            |  |  |        |        |        |
|  |                  |                     |                     |                     |   | Sambenedettese | 2          |            |  |  |        |        |        |
|  |                  |                     | Terranova Terracina | 5                   |   |                |            |            |  |  |        |        |        |
|  | 2                | Terranova Terracina | Terranova Terracina | 5                   | 4 |                |            |            |  |  |        |        |        |
|  | 2                | Terranova Terracina |                     |                     | 4 |                |            |            |  |  |        |        |        |
|  | 7                | Mare di Roma        | 2                   |                     |   |                |            |            |  |  |        |        |        |

#### Finale 3º-4ºposto
| Squadra 1 | Risultato | Squadra 2      |
| --------- | --------- | -------------- |
| Viareggio | 4-3       | Sambenedettese |

## Piazzamenti[5]

### Semifinali 5º-8º posto
| Squadra 1     | Risultato | Squadra 2    |
| ------------- | --------- | ------------ |
| Catania       | 7-4       | Belpassese   |
| Panarea CZ BS | 5-4       | Mare di Roma |

### Finale 7º-8º posto
| Squadra 1    | Risultato | Squadra 2  |
| ------------ | --------- | ---------- |
| Mare di Roma | 1-7       | Belpassese |

### Finale 5º-6º posto
| Squadra 1     | Risultato | Squadra 2 |
| ------------- | --------- | --------- |
| Panarea CZ BS | 5-6       | Catania   |

## Classifica finale
| Posizione | Squadra           |
| --------- | ----------------- |
|           | Milano            |
| 2         | Terracina         |
| 3         | Viareggio         |
| 4         | Sambenedettese    |
| 5         | Catania           |
| 6         | Panarea Catanzaro |
| 7         | Belpassese        |
| 8         | Mare di Roma      |